# La Ventana
La Ventana er en ballet i to billeder fra 1856 med koreografi af August Bournonville. Musikken til første billede er komponeret af H.C. Lumbye og til andet billede af V.C. Holm. Seguidillaen frit efter Paul Taglioni.
Balletten havde premiere den 6. oktober 1856 på Det Kongelige Teater med Juliette Price og Ferdinand Hoppe i hovedpartierne.
La Ventana blev den sidste ballet, som Bournonville genopsatte på Det kongelige Teater i 1874.

## Baggrund
I 1849 havde  Bournonville koreograferet en dans, Pas des Trois Cousines, til de tre kusiner, Amalie, Juliette og Sophie Price, der dansede den til stor succes på Casino Teatret. Da Bournonville senere fik en bestilling til samme teater skabte han i 1854 en spejldans til Juliette og Sophie Price. Og denne spejldans blev en af de berømteste i La Ventana.

## Handling
Balletten foregår i Spanien, og musikken og dansen er spansk inspireret.  

### Første Billede
En spansk senorita danser på sit værelse til sit eget spejlbillede, mens hun fantaserer om en mand, en senor, hun har mødt kort forinden. Under dansen hører hun selvsamme mand spille en serenade udenfor under vinduet. Hun danser videre med et sæt kastagnetter, der modsvarer mandens guitarmusik. Til sidst kaster hun sin hårsløjfe ned til ham.

### Andet Billede
I det spanske landskab danser senoren med sine venner. Han danser en solo og en pas des trois med to kvinder. Da senoritaen ankommer indhyllet i mantille griber senoren guitaren og gentager sin serenade fra første billede. Senoritaen kaster mantillen og danser til nu med en tamburin. Balletten slutter med en seguidilla med senoren og senoritaen i centrum.